# Petr Štěpánek (1972)
Petr Štěpánek (* 1972) je vysokoškolský pedagog a státní úředník. Mezi roky 2007 a 2010 byl ředitelem Státního fondu životního prostředí. V současné době působí na Ústavu ekonomiky a managementu VŠCHT. Vyučoval také na ČVUT a Technické univerzitě v Liberci. Od 1. prosince 2023 jej ministr pro místní rozvoj jmenoval generálním ředitelem Centra pro regionální rozvoj České republiky.
Petr Štěpánek absolvoval Technickou univerzitu ve Zvolenu a Fakultu architektury Slovenské technické univerzity v Bratislave; studoval na ČVUT. 
Zabývá se strategickým a územním plánováním, smart cities, bytovou a dotační politikou, pracuje jako konzultant v mezinárodních projektech zaměřených na udržitelnou výstavbu a rozvoj. Byl členem dozorčí rady společnosti RAVEN Consulting, a. s. (Grantika České spořitelny), zastával funkci ředitele Economia Online, kde kromě portálu iHNEd.cz  realizoval projekt eDotace.cz a Euroskop.cz. Na Institutu plánování a rozvoje hl. m. Prahy byl členem řídícího výboru Strategického plánu hl. m. Prahy. V letech 2012 až 2014 organizoval soutěžní přehlídku Building Efficiency Awards.
30. března 2007 byl jmenován předsedou Státního fondu životního prostředí, kde nahradil Andreje Mudraye. Toho odvolal ministr životního prostředí Petr Kalaš. Odvolán byl ministrem Pavlem Drobilem 4. srpna 2010. V červenci 2012 byl deníkem Aktuálně nařčen, že v době jeho působení bylo podle auditorů EU z této instituce vyplaceno minimálně 29 milionů Kč na odměnách z dotačního programu Životní prostředí proti předpisům. Deník později doplnil do článku informaci, že podle výsledků šetření z 4. září 2015 dospěl řídící orgán (Ministerstvo životního prostředí) k závěru, že nedošlo k porušení předpisů.
Vedle manažerských a pedagogických funkcí byl Petr Štěpánek v roce 2006 zvolen do zastupitelstva městské části Praha 2, kde zastával funkci neuvolněného předsedy Finančního výboru. Funkci zastupitele vykonával do roku 2010.